# Greens sats
Inom fysik och matematik är Greens sats ett samband mellan en kurvintegral längs randen, rd(D), av ett reguljärt område D och en dubbelintegral över området D.
Greens sats har fått sitt namn efter den brittiske matematikern och fysikern George Green och är ett specialfall av Stokes sats:
Låt D vara ett reguljärt område i planet med positivt orienterad rand. Om de kontinuerliga funktionerna P(x,y) och Q(x,y) har kontinuerliga partiella derivator på det slutna höljet av D, så gäller
{\displaystyle \int _{rd(D)}(P\,dx+Q\,dy)=\int \!\!\!\int _{D}\left({\frac {\partial Q}{\partial x}}-{\frac {\partial P}{\partial y}}\right)\,dxdy}